# Скидија
Скидија (грч. Σκίδια) је приморско насељено место на острву  Тасос у периферији Источна Македонија и Тракија, Грчка. Према попису из 2021. године било је без становника.
Скидија се води као посебно насеље од 2011. године.